# خربان (حلي)
خربان أحد المستوطنات الأثرية المندثرة الواقعة في مركز حلي غرب المملكة العربية السعودية، ازدهرت المستوطنة في الفترة مابين القرن السابع الهجري والقرن السابع الهجري.

## الوصف
تقع المستوطنة الأثرية المندثرة على حافة الحرة الملامسة لحافة وادي حلي الصخرية من الجهة الجنوبية٬ بها آبار مطوية بالحجارة٬ وتحصينات حربية٬ تقع على ربوة مرتفعة تتألف من بناء متهدم رباعي الشكل مساحته الإجمالية 22.785 متر مربع٬ بني في ثلاث من زواياه برج دائري قطره ستة أمتار٬ وبوابة رئيسة صغيرة في ربع الجدار الشمالي الغربي. على بعد سبعين مترًا من هذه البئر تظهر مواقد المهل والقطران. ويرى الزيلعي أن تاريخ هذا الموقع يعود إلى القرن السابع الهجري أو إلى القرن التاسع الهجري.